# موموني داغانو
بلي موموني داغانو (بالفرنسية: Moumouni Dagano)‏، لاعب كرة قدم بوركينابي بوركينا فاسو، من مواليد 1 يناير 1981 في فرنسا.
و قد لعب مع منتخب بوركينا فاسو لكرة القدم وهو هداف التصفيات المؤهلة لكأس العالم عن القارة الأفريقية برصيد 11 هدف.
يلعب في نادي السيلية القطرى وسبق له الدفاع عن ألوان فريق الخور القطري وسوشو الفرنسي وساهم هذا اللعب في صعود نديه سيلية إلي دراجة الأولي القطري وهو أحد أساطير كرة القدم التي أنجبتهم الكرة الأفريقي

## روابط خارجية
- موموني داغانو على موقع الاتحاد الدولي (مؤرشف)  (الإنجليزية)
- موموني داغانو على موقع قاعدة بيانات كرة القدم.إي يو (الإنجليزية)
- موموني داغانو على موقع ليكيب (الفرنسية)
- موموني داغانو على موقع ناشيونال فوتبول تيمز (الإنجليزية)
- موموني داغانو على موقع Soccerway.com (الإنجليزية)
- موموني داغانو على موقع عالم كرة القدم.نت (الإنجليزية)
- موموني داغانو على موقع كووورة